# Señorita México 2000
Señorita México 2000 fue la 41.ª y última edición del certamen Señorita México la cual se realizó en el Hotel Buena Vista de la ciudad de San José del Cabo, Baja California Sur el sábado 10 de junio de 2000. Treinta y dos candidatas de toda la República Mexicana compitieron por el título nacional, el cual fue ganado por Mariana Ríos de Aguascalientes quien compitió en Miss Internacional 2001 en Japón. Ríos fue coronada por la Señorita México saliente Katia Chaires, convirtiéndose en la primera hidrocálida en ganar este título.
A Esthela Piñón de Chihuahua se le otorgó el título de Miss Mundo México 2000, sin embargo no fue enviada a ningún certamen internacional.

## Antecedentes
Tras la decadencia del certamen nacional, la pérdida de las franquicias más importantes del mundo: Miss Universo, Miss Mundo y Miss Internacional y las pocas plataformas con las que contaba la organización, el Sr. Paul Marsell quien en sus inicios colaboró dentro de la organización y amigo del Sr. Carlos Guerrero, decide rentar la marca Señorita México para realizar el evento en la edición 2000, ya que el Sr. Carlos Guerrero desde el año 1996 dejó de organizar el evento nacional. Hecho que reunió a 28 candidatas oficiales representando a sus estados de origen y 4 designadas para llevar la banda de los estados que no tuvieron representación.
Esta sería la última edición formal de la marca Señorita México del Sr. Carlos Guerrero. A la postre se realizarían otros eventos nacionales con marcas similares al nombre del certamen que fue el más importante de México.

## Resultados
| Posición             | Candidata                               |
| Señorita México 2000 | - Aguascalientes - Mariana Ríos         |
| 1.ª Finalista        | - Chihuahua - Esthela Piñón             |
| 2.ª Finalista        | - Nuevo León - Yolanda Zárate           |
| 3.ª Finalista        | - Baja California Sur - Lizeth González |
| 4.ª Finalista        | - Yucatán - Janice Escobedo             |

### Premios Especiales
| Premio             | Candidata                               |
| Señorita Simpatía  | - Chihuahua - Esthela Piñón             |
| Mejor Traje Típico | - Baja California Sur - Lizeth González |

## Candidatas
| Estado              | Candidata                          |
| Aguascalientes      | Irma Mariana Ríos Franco           |
| Baja California     | Carolina Ríos Mendívil             |
| Baja California Sur | Dulce Lizeth González Ramírez      |
| Campeche            | Ana Rosa Serratos                  |
| Chiapas             | Rocío Adriana Hernández Estrada    |
| Chihuahua           | Esthela Piñón Flores               |
| Coahuila            | Rocío Flores Herrera               |
| Colima              | Rosalía León                       |
| Distrito Federal    | Ana Rosa Rangel                    |
| Durango             | Olivia Díaz Domínguez              |
| Estado de México    | Cristina Núñez                     |
| Guanajuato          | Jazmín Lara                        |
| Guerrero            | Zerena Salgado                     |
| Hidalgo             | Laura González                     |
| Jalisco             | Rosa Alicia González               |
| Michoacán           | Esperanza Alcázar                  |
| Morelos             | Itzel Rojas Rivera                 |
| Nayarit             | Gisela Patricia Oviedo Garza       |
| Nuevo León          | Martha Yolanda Zárate Aranda       |
| Oaxaca              | Claudia Villegas                   |
| Puebla              | Coral Iglesias                     |
| Querétaro           | María Fernanda Hinojosa            |
| Quintana Roo        | Yahaire de la Luz Quintana Graniel |
| San Luis Potosí     | María de la Luz Loredo             |
| Sinaloa             | Nidia Adriana Carrera Ugarte       |
| Sonora              | Leticia Arizona González           |
| Tabasco             | Adriana López García               |
| Tamaulipas          | Cristina Andrade                   |
| Tlaxcala            | Kathia Torres Vásquez              |
| Veracruz            | Claudia Mujica Nevárez             |
| Yucatán             | Janice Lizzete Escobedo Salazar    |
| Zacatecas           | Marisol Portillo                   |

## Sobre los Estados en Señorita México 2000

### Estados que regresan a la competencia
- Compitieron por última vez en 1999:
  -  Distrito Federal
  -  Coahuila
  -  Michoacán
  -  Morelos
  -  Tlaxcala

## Crossovers
| Miss Internacional - 2001: Aguascalientes - Mariana Ríos Miss Caraïbes Hibiscus - 2000: Nayarit - Gisela Oviedo (No Compitió) | Nuestra Belleza México - 2000: Nayarit - Gisela Oviedo (Top 20) - Representando a Nuevo León La Modelo del Año - 1993: Nuevo León - Yolanda Zárate (Ganadora) Nuestra Belleza Nuevo León - 2000: Nayarit - Gisela Oviedo (1.ª Finalista) |